# Tour de Colombie 1957
Le Tour de Colombie 1957, qui se déroule du 19 juin au 6 juillet 1957, est remporté par l'Espagnol José Gómez del Moral. 45 des 79 cyclistes engagés au départ, pour vingt équipes nationales et deux étrangères, franchissent la ligne d'arrivée à Bogota. Lors de cette édition, le quadruple champion du Tour, Ramón Hoyos, est accusé d'avoir été « tracté » par l'un de ses assistants, lors de la sixième étape, ce qui lui vaut une pénalité de cinq minutes. L'entraîneur d'Antioquia, Julio Arrastía Bricca, décide alors de retirer l'équipe de la compétition.